# Membri ai Academiei Române - Z
Aceasta este o listă a tuturor membrilor Academiei Române ale căror nume încep cu litera Z, începând cu anul înființării Academiei Române (1866) până în prezent.
- Mircea Zaciu (1928 - 2000), critic, istoric literar, membru de onoare (1997)
- Barbu Zaharescu (1906 - 2000), economist, membru corespondent (1955)
- Maria-Magdalena Zaharescu (n. 1938), chimistă, membru corespondent (2001)
- Gheorghe Zaman (n. 1942), economist, membru corespondent (2001)
- Krikor H. Zambaccian (1889 - 1962), critic, colectionar de artă, membru corespondent (1948)
- Cătălin Zamfir (n. 1941), sociolog, membru corespondent (1991)
- Nicolae Victor Zamfir (n. 1952), fizician, membru corespondent (2006)
- Duiliu Zamfirescu (1858 - 1922), scriitor, membru titular (1908)
- Gheorghe Zane (1897 - 1978), economist, istoric, membru titular (1974)
- George Zarnea (1920 - 2012), medic, biolog, membru titular (1994)
- Sever I. Zotta (1874 - 1943), istoric, membru corespondent (1919)
- Alexandru Zub (n. 1934), istoric, membru titular (2004)
- Dorel Zugrăvescu (1930 - 2019), inginer geofizician, membru corespondent (1991)
- Ioan Zugrăvescu (1910 - 1989), chimist, membru corespondent (1963)